# 한유한
한유한(韓惟漢)은 고려 중기의 사람이다.

## 이력
선대(先代)의 가계가 기록에 나와있지 않다. 대대로 개성에서 살았지만 벼슬에 나가는 것을 즐거워하지 않았다. 최충헌이 정권을 휘두르면서 벼슬을 파는 것을 보고 “난리가 곧 닥칠 것이다.”라고 예언했다. 그 후 아내와 자식을 데리고 지리산으로 들어가서 절개를 지키고 바깥사람과 교우하지 않았다. 최충헌 정권이 서대비원녹사(西大悲院錄事)로 제수하려 했지만 끝내 응하지 않고 깊은 산골로 옮겨 살면서 죽을 때까지 세상에 나오지 않았다. 얼마 지나지 않아 그의 예언대로 1216년(고종 3년) 8월에 거란의 잔존 세력이 고려에 침입했으며, 몽골의 침입이 이어졌다.

## 전기 자료
- 《고려사》 권99, 〈열전〉12, 한유한

## 관련 논문
- 김아네스, 〈고려 무신집권기 지리산의 은자 한유한(韓惟漢)-지리산 은거 동기와 후대의 기억을 중심으로-〉, 《역사학 연구》 41, 호남사학회, 2011년 2월